# Hookeriopsis caldensis
Hookeriopsis caldensis là một loài Rêu trong họ Hookeriaceae. Loài này được (Ångström) Broth. mô tả khoa học đầu tiên năm 1907.